# Dolina za Mnichem

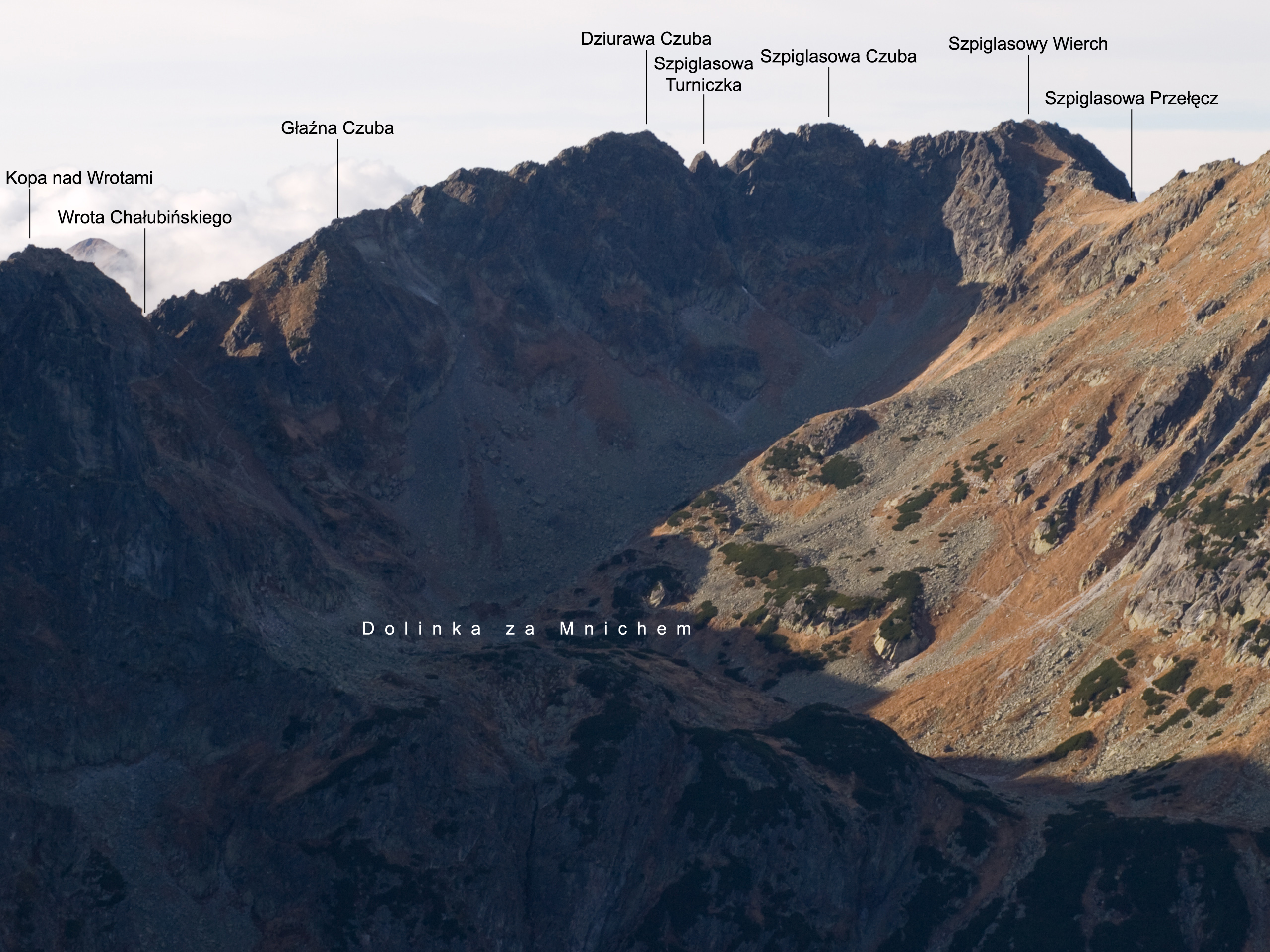
Dolina za Mnichem

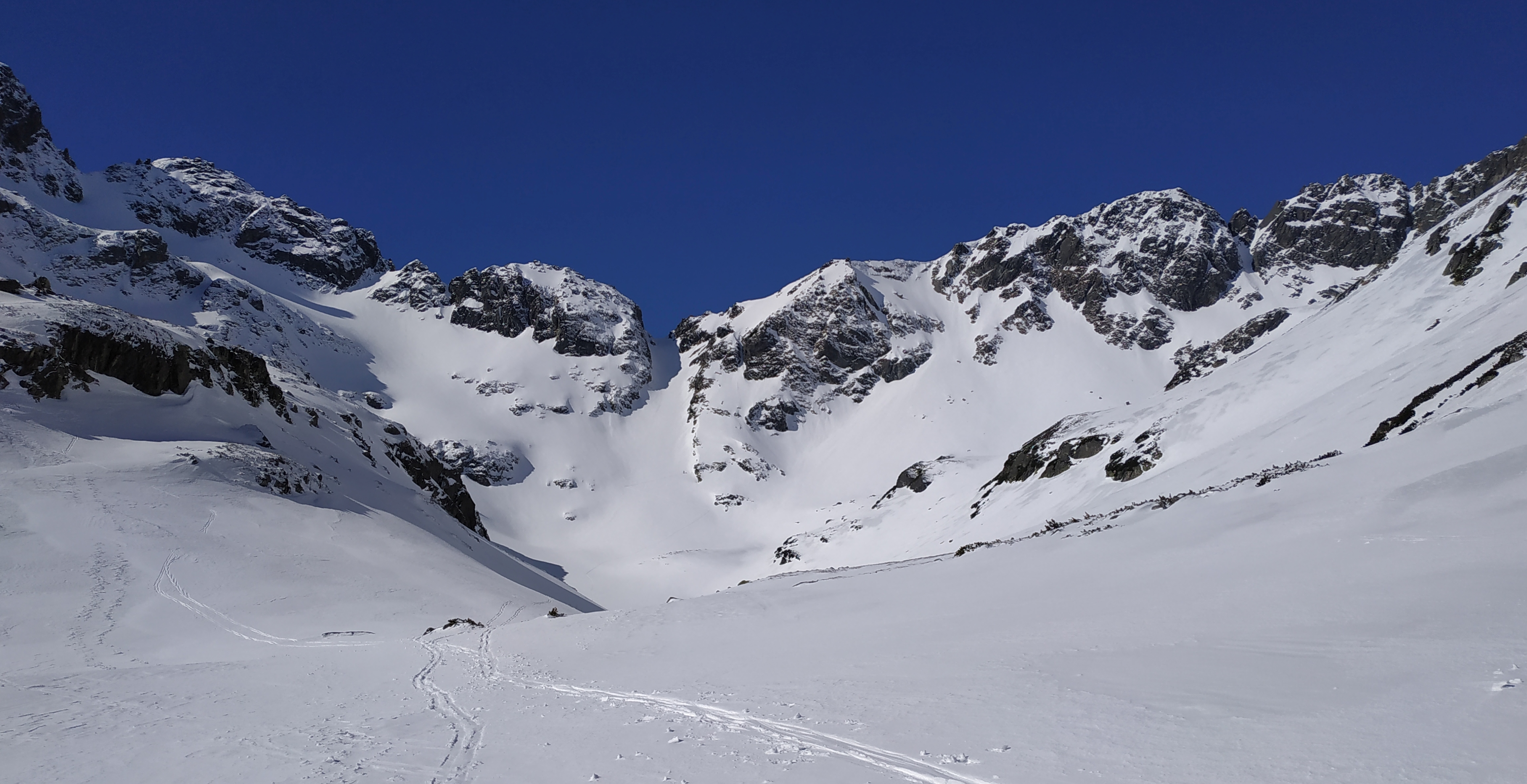
Najwyższa część doliny

Dolina za Mnichem lub Dolinka za Mnichem (słow. dolinka za Mníchom, niem. 'Mönchstal, węg. Barát-völgy) – zachodnie odgałęzienie Doliny Rybiego Potoku w Tatrach Wysokich, otwarte na kotlinę Morskiego Oka, tarasowe pustkowie skalne powstałe na skutek zaburzeń tektonicznych przed okresem ostatniego zlodowacenia.
Górą dolina sięga po główną grań Tatr od Cubryny (a dokładniej Cubryńskiego Zwornika) po Szpiglasowy Wierch. Lewe jej stoki tworzy Szpiglasowy Wierch i Miedziane, prawym ograniczeniem jest północna grań Cubryny. Krajobraz tworzą mocno zróżnicowane formy polodowcowe. Dolina składa się z kilku pięter ukształtowanych przez lodowiec. Najniższe piętro jest położone na wysokości ok. 1780 m, w nim pojawia się okresowo wysychający i dzielący się na kilka mniejszych Staw Staszica.
Wyższy taras na wysokości 1830–1880 m położony jest pod północną ścianą Mnicha. Na tarasie tym, zwanym Mnichowym Tarasem, znajduje się grupa dziewięciu niewielkich Wyżnich Mnichowych Stawków, część z nich rzadko wysycha. Powyżej Mnichowego Tarasu, u podnóża zachodnich ścian Mnicha, znajduje się kolejny taras – Mnichowe Plecy. Najwyższe piętro położone na wysokości ok. 2100 m to Zadnia Galeria Cubryńska, w niej znajduje się położony najwyżej po polskiej stronie Tatr naturalny zbiornik wody – Zadni Mnichowy Stawek (ok. 2072 m).
Na bulach pod Szpiglasową Przełęczą znajduje się niewielki Stawek na Kopkach (na wysokości ok. 1875 m), z kolei na zboczach Miedzianego, ok. 80 m ponad Stawem Staszica, położona jest widoczna z oddali koleba. Została ona odkryta przez braci Juliusza i Wawrzyńca Żuławskich w sierpniu 1932 r., mieści się w niej ok. 4–5 osób.
Na progu Doliny za Mnichem rozdziela się szlak turystyczny prowadzący na Wrota Chałubińskiego i na Szpiglasową Przełęcz. W Dolinie za Mnichem wyraźnie widoczne są ścieżki używane przez taterników, odchodzą w kierunku ścian Mnicha, Hińczowej Przełęczy i Cubryny.
Dolina za Mnichem była miejscem wypasu owiec, wchodziła w skład Hali za Mnichem. Od wieków wypasali na niej Murzańscy, ostatnim wypasającym był Jan Murzański z Gronia. Prowadzono tu także poszukiwania górnicze i wydobywano w niewielkich ilościach szpiglas (antymonit). Z widokiem Doliny za Mnichem związany jest balet Karola Szymanowskiego Harnasie.
W dolinie występuje turzyca Lachenala i wiechlina tatrzańska – gatunki roślin Polsce występujące tylko w Tatrach na nielicznych stanowiskach, a także turzyca tęga w Tatrach występująca tylko w 4 miejscach.
W zimie pierwszymi turystami w Dolinie za Mnichem byli Maksymilian Dudryk, Zygmunt Klemensiewicz, Roman Kordys i S. Pręgowski (8 stycznia 1907 r.).
24 lutego 2013 r. ze zboczy szczytu Miedziane (2233 m n.p.m.) do Doliny za Mnichem zeszła lawina. W tym rejonie znajdowało się wówczas pięć osób – dwie z nich samodzielnie wydostały się spod śniegu i zawiadomiły o wypadku centralę TOPR, które przeprowadziło natychmiastową akcję ratunkową. W wyniku zdarzenia śmierć na miejscu poniosła jedna osoba, druga w stanie ciężkim została przetransportowana helikopterem do szpitala w Zakopanem.

## Szlaki turystyczne
od dolnego progu doliny na przełęcz Wrota Chałubińskiego. Czas przejścia: 1 h, ↓ 45 min
 znad Morskiego Oka przez próg Dolinki za Mnichem i zbocza Miedzianego na Szpiglasową Przełęcz. Czas przejścia: 2:30 h, ↓ 1:50 h.